# Maler Kotla
Pour les articles homonymes, voir Maler.

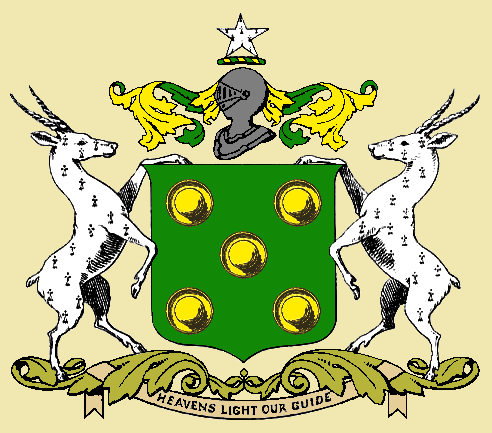
Blason de Malerkotla

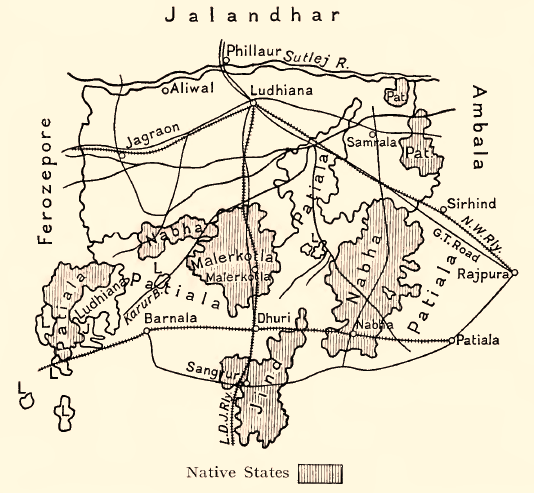
Le Malerkotla dans le district de Ludhiana en 1911

Maler Kotla était un État princier des Indes, aujourd'hui État du Penjab. Conquise par les Britanniques, Maler Kotla fut dirigée par des souverains d'origine pachtoune qui portaient le titre de "nabab". L'état subsista jusqu'en 1948.

## Liste des nababs de Maler Kotla de 1784 à 1948
- 1784-1809 Ataullah-Khan (+1809)
- 1810-1821 Mohammed-Wazir-Khan (+1821)
- 1821-1846 Amir Ali Khan (en) (+1846)
- 1846-1857 Mahbub-Ali-Khan (+1857)
- 1857-1871 Iskander-Ali-Khan (+1871)
- 1871-1908 Ibrahim-Ali-Khan (1857-1908)
- 1908-1947 Ahmad Ali Khan (en) (1881-1947)
- 1947-1948 Iftikhar Ali Khan (en) (1904-1982)